# Креатинфосфокіназа

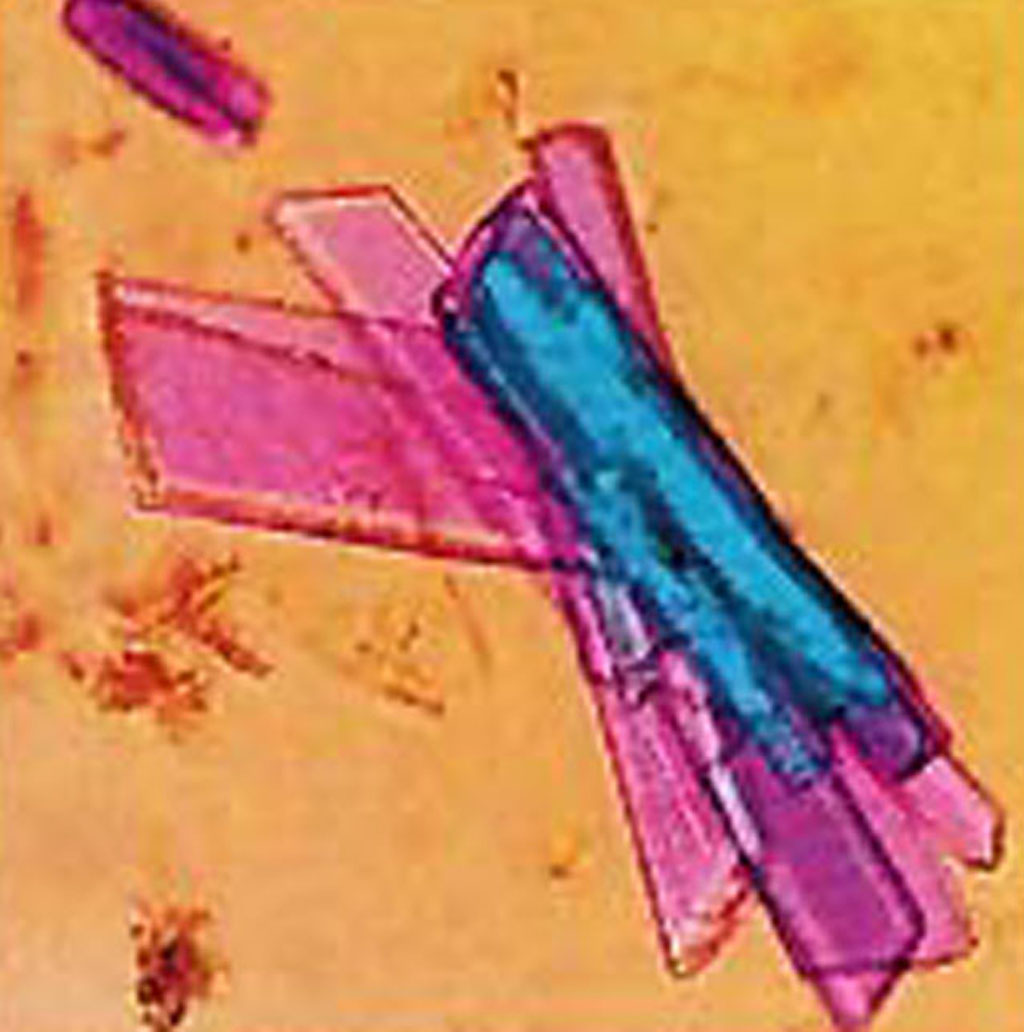
Креатинфосфокіназа (кролика)

Креатинфосфокіна́за (КФК, рідше креатинкіназа) — фермент, що міститься в поперечно-посмугованих м'язах, менше у гладеньких м'язах (матці, шлунково-кишкового тракту) і головному мозку. Також КФК знаходиться в клітинах щитоподібної залози та легень. Креатинфосфокіназа забезпечує енергією клітини (особливо м'язів). У серцевому м'язі — міокарді — міститься особливий вид креатинфосфокінази — креатинфосфокіназа МВ.

## Норма
Норми активності креатинфосфокінази МВ в крові — 0 — 24 Од/л.
У КФК є 3 ізоформи. В нормі вони мають наступне співвідношення:
- Креатинкіназа B, або BB (I) — 0 — сліди,
- II (MB) — 4-6 %,
- Креатинкіназа M, або MM (III) — 94-96 %.

| Стать    | Вік                | Активність креатинкінази, Од/л |
| -------- | ------------------ | ------------------------------ |
| Діти     | 2—5 днів           | < 652                          |
|          | 5 днів — 6 місяців | < 295                          |
|          | 6—12 місяців       | < 203                          |
|          | 12 міс-3 роки      | < 228                          |
|          | 3 роки-6 років     | < 149                          |
|          |                    |                                |
| Жінки    | 6—12 років         | < 154                          |
|          | 12—17 років        | < 123                          |
|          | > 17 років         | < 167                          |
|          |                    |                                |
| Чоловіки | 6—12 років         | < 247                          |
|          | 12—17 років        | < 270                          |
|          | > 17 років         | < 190                          |

## Лабораторна діагностика

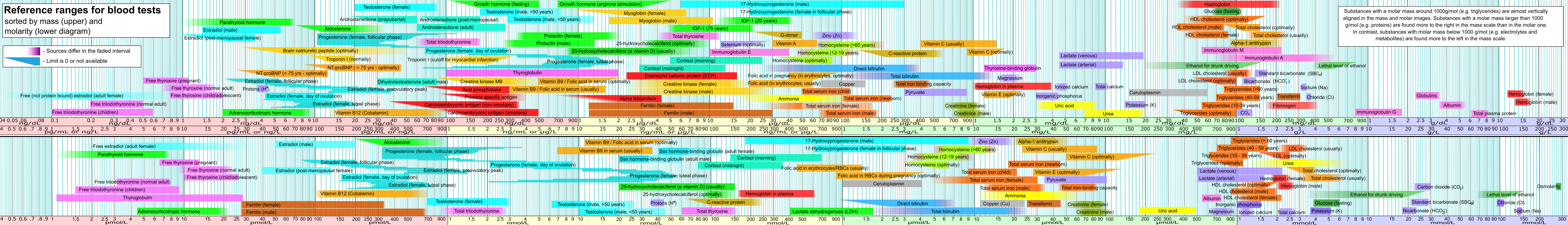

## Патологія
При пошкодженні міоцитів чи інших клітин спостерігають вихід ферменту з них — відбувається підвищення активності креатинфосфокінази в крові. Тому визначення активності креатинфосфокінази і креатинфосфокінази МВ в крові широко застосовують в ранній діагностиці інфаркту міокарда. Вже через 2—4 години після його початку активність креатинфосфокінази МВ в крові значно підвищується. Цей тест дозволяє із 100 % точністю діагностувати інфаркт міокарда.
Збільшення активності II (MB) ізоформи відбувається протягом першої доби після інфаркту міокарда і 100 % підтверджує цей діагноз, проте вже через 2—3 доби відбувається нормалізація активності цього ферменту, і через 2—3 дні після розвитку інфаркту такий аналіз вже не призначають.

## Підвищення активності КФК
Підвищення активності КФК в крові відбувається при наступних патологічних станах:
- інфаркт міокарда;
- міокардит;
- міокардіодистрофія;
- ревмокардит;
- серцева недостатність;
- тахікардія;
- порушення мозкового кровообігу;
- ураження скелетних м'язів — травма, дерматоміозит, міодистрофія, міопатія, міозит, поліміозит;
- правець;
- великооб'ємні оперативні втручання;
- тяжке фізіологічне фізичне навантаження;
- гіпотиреоз;
- епілепсія;
- травми голови;
- гостра алкогольна інтоксикація;
- алкогольний делірій («біла гарячка»);
- внутрішньом'язове введення наркотичних засобів, седативних та антибактеріальних препаратів;
- захворювання центральної-нервової системи (шизофренія, біполярний афективний розлад, епілепсія, черепно-мозкові травми);
- злоякісні пухлини (рак сечового міхура, молочної залози, кишечника, легені, матки, простати, печінки).